# Eduard Zeller
Eduard Zeller /ˈeːdward ˈt͡sɛlɐ/ (Steinheim an der Murr, 22 gennaio 1814 – Stoccarda, 19 marzo 1908) è stato uno storico della filosofia tedesco.

## Biografia
Studiò nel Seminario di teologia di Maulbronn e poi nelle Università di Tubinga e di Berlino. 
Nel 1840 insegnò a Tubinga, nel 1847 a Berna, nel 1849 a Mörburg, dal 1862 a Heidelberg, dal 1872 a Berlino e infine, dal 1895, a Stoccarda. Fu autore di una fondamentale opera storiografica, La filosofia dei greci nel suo sviluppo storico (1844-1891), parzialmente tradotta in italiano e aggiornata da Rodolfo Mondolfo. Morì all'età di 94 anni.

## Pubblicazioni

### Opere
- Die Philosophie der Griechen in ihrer geschichtlichen Entwicklung dargestellt, Fues, 1856.

### Traduzioni
- Compendio di storia della filosofia greca, trad. it. di Vittorio Sàntoli, Firenze, Vallecchi, 1921 (nuova edizione con una guida bibliografica di Rodolfo Mondolfo, Milano, La Nuova Italia, 2002).
- La filosofia dei greci nel suo sviluppo storico, edizione italiana a cura di Rodolfo Mondolfo, Firenze, La Nuova Italia, 1932 ss., volumi pubblicati:
  - I.1 Rodolfo Mondolfo, Origini, caratteri e periodi della filosofia greca (1932)
  - I.2 Rodolfo Mondolfo, Ionici e Pitagorici (1938)
  - I.3 Giovanni Reale, Eleati (1967)
  - I.4 Rodolfo Mondolfo Eraclito (1961)
  - I.5 Antonio Capizzi, Empedocle, Atomisti, Anassagora (1969)
  - II.3/1 e 3/2 Margherita Isnardi Parente, Platone e l'Accademia antica (1974)
  - II.6 Armando Plebe, Aristotele e i Peripatetici più antichi (1966)
  - III.4 Raffaello de Re I precursori del Neoplatonismo traduzione di Ervino Pocar, (1979)
  - III.6 Giuseppe Martano, Giamblico e la Scuola di Atene (1961)

- Compendio di storia della filosofia greca, Padova, Primiceri Editore (2020) ISBN 978-88-3300-196-8

### Studi
- P. Rotta, Edoardo Zeller e la storia della filosofia, Treviso, 1908
- Giovanni Gentile, La riforma della dialettica hegeliana, Firenze, 1959